# Leptogenys emiliae
Leptogenys emiliae är en myrart som beskrevs av Auguste-Henri Forel 1902. Leptogenys emiliae ingår i släktet Leptogenys och familjen myror. Inga underarter finns listade i Catalogue of Life.